# 严昌荣
严昌荣（1913―1943），湖北省松滋县沙道观镇人，中国工农红军第二方面军、新四军军事指挥员。

## 生平
贫农成分，雇工出身。1930年参加中国工农红军第四军，历任战士、班长、排长、连长。1933年入党。
1935年8月3日，国民革命军第八十五师在湖北省来凤县板栗园（地名，今宣恩县李家河乡利福田村）堵截红二、六军团。贾若瑜（1955年开国少将）阵前起义，与红四师侦察连严昌荣取得联系，将一个完整的机枪连交给了红军。第八十五师在向李家河前进途中于板栗园东南利福田谷地被红军伏击，至当夜23时，全歼第八十五师师部另两个团又一个营，击毙师长谢彬，俘一千余人，缴获枪近千支、迫击炮六门。1936年1月19日，严昌荣奉命率领红四师侦察连十余人组成的尖刀班为红十二团开路，从石阡县奇袭夺占了娄山关。
长征到陕北后进入抗大学习。1938年抗大毕业后分配到新四军皖南军部教导总队任军事教员、第一大队长。新四军第三支队第四团与第五团任营长。1941年1月参加皖南事变突围渡江，1941年2月任新四军第一师第三旅第七团（“老虎团”）团长，团政委彭德清，团参谋长朱传保。1943年9月7日，进攻兴化县唐子镇日军据点牺牲。

## 纪念
粟裕给严昌荣的挽联：“挥戈杀敌，迭奏膚公，苏皖健儿称翘楚；溅血成仁，无负我党，江淮勇士学楷模。”
1943年兴化县抗日民主政府将唐子镇改名昌荣镇，沿用至今。
2015年8月24日，国家民政部公布全国第二批600名著名抗日英烈和英雄群体名录，湖北省36名英烈入选，包括严昌荣